# Gordon Crosse
Gordon Crosse (født 1. december 1937 i Bury, Lancashire, England, død 21. november 2021) var en engelsk komponist og lærer.
Crosse studerede musikhistorie på Oxford Universitet hos Egon Wellesz og komposition på Accademia Nazionale di Santa Cecilia i Rom hos Goffredo Petrassi. Han skrev fire symfonier, orkesterværker, kammermusik, koncertmusik, operaer, scenemusik etc.
Crosse underviste som lærer i komposition og foredragsholder i musikhistorie på universiteterne i Birmingham, Essex og Cambridge.

## Udvalgte værker
- Symfoni nr. 1 (1965, Rev. 1973) - for orkester
- Symfoni nr. 2 (1974-1975) - for orkester
- 2 Symfonier (1964, 1975) - for kammerorkester
- Cellokoncert 	"Til minde Luigi Dallapiccola" (1979) - for cello og orkester
- "Legeplads" (1979) - ballet
- "Skærsilden" (1966) - opera